# Кеті Хурадо
Кеті Хурадо (ісп. Katy Jurado; 16 січня 1924, Гвадалахара, Халіско — 5 липня 2002, Куернавака, Морелос) — мексиканська акторка театру, кіно та телебачення.

## Життєпис
Народилася 16 січня 1924 року у місті Гвадалахара, штат Халіско, в родині Луїса Хурадо Очоа, юриста і землевласника, та Вісенти Естели Гарсія де ла Гарса де Хурадо, де окрім неї були ще двоє синів — Рауль і Оскар Серхіо. Її мати в юності була співачкою і працювала на радіо. Її дядьком був композитор Белісаріо де Хесус Гарсія (1894—1952), а двоюрідним братом політик Еміліо Портес Хіль (1890—1978), Президент Мексики у 1928—1930 роках. Навчалася в релігійній школі чорниць-терезіанок у Мехіко, потім вивчилась на секретаря. 1940 року Еміліо Фернандес запросив її на одну з ролей у своїй дебютній стрічці «Острів пристрасті», та, попри те, що її хрещеним батьком був актор Педро Армендаріс, батьки заборонили їй зніматися в кіно. Того ж року вона познайомилася з актором Віктором Веласкесом (в майбутньому вітчимом акторок Лорени Веласкес і Терези Веласкес) і скоро вступила з ним у шлюб, завдяки чому позбавилася батьківської опіки та почала зніматися в мексиканських фільмах на амплуа фатальної жінки. У подружжя народились двоє дітей — син Віктор Хуго Веласкес Хурадо (загинув в автомобільній аварії 1981 року у 35-річному віці) та дочка Сандра Веласкес Хурадо. Шлюб завершився розлученням 1946 року.
1951 року її було запрошено на одну з ролей в американському фільмі «Тореадор і леді», після чого на неї звернули увагу голлівудські продюсери. 1952 року виконала роль Елен Рамірес у вестерні «Рівно опівдні» Стенлі Крамера з Гері Купером та Грейс Келлі, за яку отримала премію Золотий глобус за найкращу жіночу роль другого плану у кінофільмі, ставши першою латиноамериканкою, яка стала лауреатом цієї премії. 1953 року знялася у фільмі «Звір» Луїса Бунюеля, за роль в якому наступного року отримала премію Арієль як найкраща акторка другого плану. 1954 року виконала одну з ролей у фільмі «Зламаний спис» Едварда Дмитрика, за яку була номінована на премію Оскар у категорії найкраща акторка другого плану, ставши першою латиноамериканкою, яка стала номінантом на цю премію. 1955 року знялася в американсько-італійському фільмі «Трапеція» за участю Тоні Кертіса, Джини Лоллобриджиди та Берта Ланкастера. Того ж року з'явилася у фільмі «Випробування» Марка Робсона в ролі матері хлопця-мексиканця, несправедливо звинуваченого у згвалтуванні білої дівчини, яка принесла їй номінацію на премію Золотий глобус у категорії найкраща акторка другого плану.
1956 року дебютувала на Бродвеї у постановці «Філумена Мартурано» з Рафом Валлоне.
31 грудня 1959 року Хурадо стала дружиною американського актора Ернеста Боргнайна. Після розлучення у 1963 році в акторки почалася депресія, яка призвела до спроби самогубства. 1968 року вона назавжди переїхала до Мексики, хоча й продовжувала зніматися в Голлівуді.
1973 року за роль у мексиканському фільмі «Віра, надія і милосердя» Хорхе Фонса отримала премію Арієль як найкраща акторка. 1992 року отримала премію Золота бутса. Зіграла у двох мексиканських теленовелах — «За мостом» (1993—1994) та «Мені не жити без тебе» (1996). 1997 року отримала почесну премію Золотий Арієль за кар'єрні досягнення. 1998 року з'явилася у вестерні «Країна пагорбів і долин» Стівена Фрірза. Того ж року зіграла роль матінки Доріти у фільмі «Євангеліє див» Артуро Ріпштейна, яка принесла їй ще одну премію Арієль у категорії найкраща акторка другого плану. Її останньою роллю стала Еперанса Малагон у фільмі «Таємниця Есперанси», який було випущено вже після смерті акторки.
Кеті Хурадо померла 5 липня 2002 року в себе вдома у місті Куернавака, штат Морелос, від ниркової недостатності та емфіземи легень в 78-річному віці.

## Вибрана фільмографія
| Рік       |    | Українська назва        | Оригінальна назва              | Роль              |
| --------- | -- | ----------------------- | ------------------------------ | ----------------- |
| 1951      | ф  | Тореадор і леді         | Bullfighter and the Lady       | Чело Естрада      |
| 1952      | ф  | Рівно опівдні           | Hugh Noon                      | Елен Рамірес      |
| 1953      | ф  | Звір                    | El bruto                       | Палома            |
| 1953      | ф  | Вістря стріли           | Arrowhead                      | Ніта              |
| 1954      | ф  | Зламаний спис           | Broken Lance                   | сеньйора Деверо   |
| 1955      | ф  | Гонщики                 | The Rasers                     | Марія Чавес       |
| 1956      | ф  | Людина з Дель-Ріо       | Man from Del Rio               | Естела            |
| 1956      | ф  | Випробування            | Trial                          | Консуело Чавес    |
| 1956      | ф  | Трапеція                | Trapeze                        | Роза О'Флінн      |
| 1961      | ф  | Одноокі валети          | One-Eyed Jacks                 | Марія Лонгворт    |
| 1961      | ф  | Варавва                 | Barabba                        | Сара              |
| 1962      | с  | Дні в Долині Смерті     | Death Valley Days              | Ла Тулес          |
| 1973      | ф  | Пет Ґерретт і Біллі Кід | Pat Garrett and Billy the Kid  | місіс Бейкер      |
| 1974      | ф  | Віра, надія і милосердя | Fe, esperanza y caridad        | Еулохія           |
| 1976      | ф  | Муляри                  | Los albañiles                  | Хосефіна          |
| 1978      | ф  | Діти Санчеса            | The Children of Sanches        | Чата              |
| 1979      | ф  | Вдова Монтьєль          | La viuda de Montiel            | Мама Гранде       |
| 1980      | ф  | Спокуса                 | La seducción                   | Ісабель           |
| 1981      | тф | Евіта Перон             | Evita Peron                    | донья Хуана       |
| 1984      | ф  | Під вулканом            | Under the volcano              | сеньйора Грегоріо |
| 1993—1994 | с  | За мостом               | Más allá del puente            | Ілюмінада         |
| 1996—1997 | с  | Мені не жити без тебе   | Te sigo amando                 | Хустіна           |
| 1998      | ф  | Країна пагорбів і долин | The Hi-Lo Country              | Меєса             |
| 1998      | ф  | Євангеліє див           | El evangelio de las maravillas | матінка Доріта    |
| 2002      | ф  | Таємниця Есперанси      | Un secreto de Esperanza        | Есперанса Малагон |

## Нагороди та номінації
Оскар
- 1955 — Номінація на найкращу акторку другого плану (Зламаний спис).

Золотий глобус
- 1953 — Найкраща акторка другого плану у кінофільмі (Рівно опівдні).
- 1953 — Номінація на найкращий дебют акторки (Рівно опівдні).

Арієль
- 1954 — Найкраща акторка другого плану (Звір).
- 1974 — Найкраща акторка (Віра, надія і милосердя).
- 1982 — Номінація на найкращу акторку (Спокуса).
- 1997 — Золотий Арієль — за кар'єрні досягнення.
- 1999 — Найкраща акторка другого плану (Євангеліє див).

TVyNovelas Awards
- 1998 — Номінація на найкращу роль у виконанні заслуженої акторки (Мені не жити без тебе).